# Филипп Пот

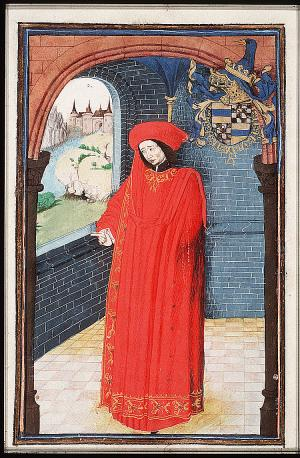
Филипп Пот в гербовнике Ордена Золотого Руна

Фили́пп Пот, также Фили́пп де По (1428—1493) — бургундский вельможа, военный и дипломат. Был сеньором де Ла Рош де Ноле, рыцарем Ордена Золотого Руна, сначала Великим сенешалем, а затем губернатором Бургундии. При Карле Смелом командовал эскадроном камергеров. Участвовал в сражениях при Нейсе, Грансоне, Муртене и Нанси.
Пот родился в 1428 год в замке Рошепо, он был внуком Ренье Пота, крестоносцем, рыцарем ордена Золотого Руна и управляющим двором Филиппа II Смелого, герцога Бургундии. Внук и наследник Филиппа II Смелого, Филипп III Добрый, был крёстным отцом Пота. Пот получил образование в герцогском дворе в Дижоне, был посвящён в рыцари 11 июня 1452 года перед битвой против мятежников из Гента. Пот, восхваляемый современными ему историками, стал главным советником герцогов Бургундии и был глубоко вовлечён в их дипломатические отношения.
Пот был направлен Филиппом Добрым послом в Лондон в 1440 году, где он поспособствовало освобождению герцога Карла Орлеанского, заключённого в тюрьму с 1415 года, двоюродного брата Карла VII, за 200 000 экю золотом. Карл Орлеанский впоследствии согласился жениться на племяннице Пота Марии Клевской.
Филипп Пот успешно выполнил несколько дипломатических миссий, в особенности по организации браков. В 1446 году Пот добился женитьбы на Катрин Валуа будущего герцога Бургундского Карла Смелого. После того как Катрин умерла в 1450 году, Пот устроил свадьбу Карла с другой французской принцессой — Изабеллой Бурбонской. Свадьба прошла в 1454 году. В декабре 1456 года Филипп Добрый наградил Пота, передав ему в пользование замок Шатонёф, который Пот перестроил и укрепил, в таком виде замок и дошёл до нашего времени, а в мае 1461 года орденом Золотого Руна. В 1467 году, после смерти Филиппа Доброго и Изабеллы Бурбонской, Пот организовал третий брак для своего нового покровителя Карла Смелого с Маргаритой Йоркской. В 1468 году этот союз закрепил альянс между Англией и Бургундией.

## Надгробиесенешаля Филиппо По
Надгробие Филиппа По создано оригинальным скульптором бургундской школы Антуаном Ле Муатюрье в 1483 году. Изначально находилось в монастырской церкви аббатства Сито в Бургундии. Высота 180 сантиметров, ширина 265 сантиметров.
В 1889 году надгробие было приобретено парижским Лувром, где и находится по настоящее время.
Этот погребальный монумент представляет собой изваяние тела мёртвого рыцаря, которое несут на плите восемь плакальщиков в капюшонах. Этот погребальный кортеж запечатлел одну из грандиозных и зрелищных процессий того времени. Он отражает обычай конца Средневековья устанавливать статуи плакальщиков на могилы знатных людей. В данном случае статуи отличаются монументальными размерами, отсутствием индивидуальных признаков и тем, что плакальщики несут восемь щитов с гербами, говорящих о благородном происхождении умершего мужчины.

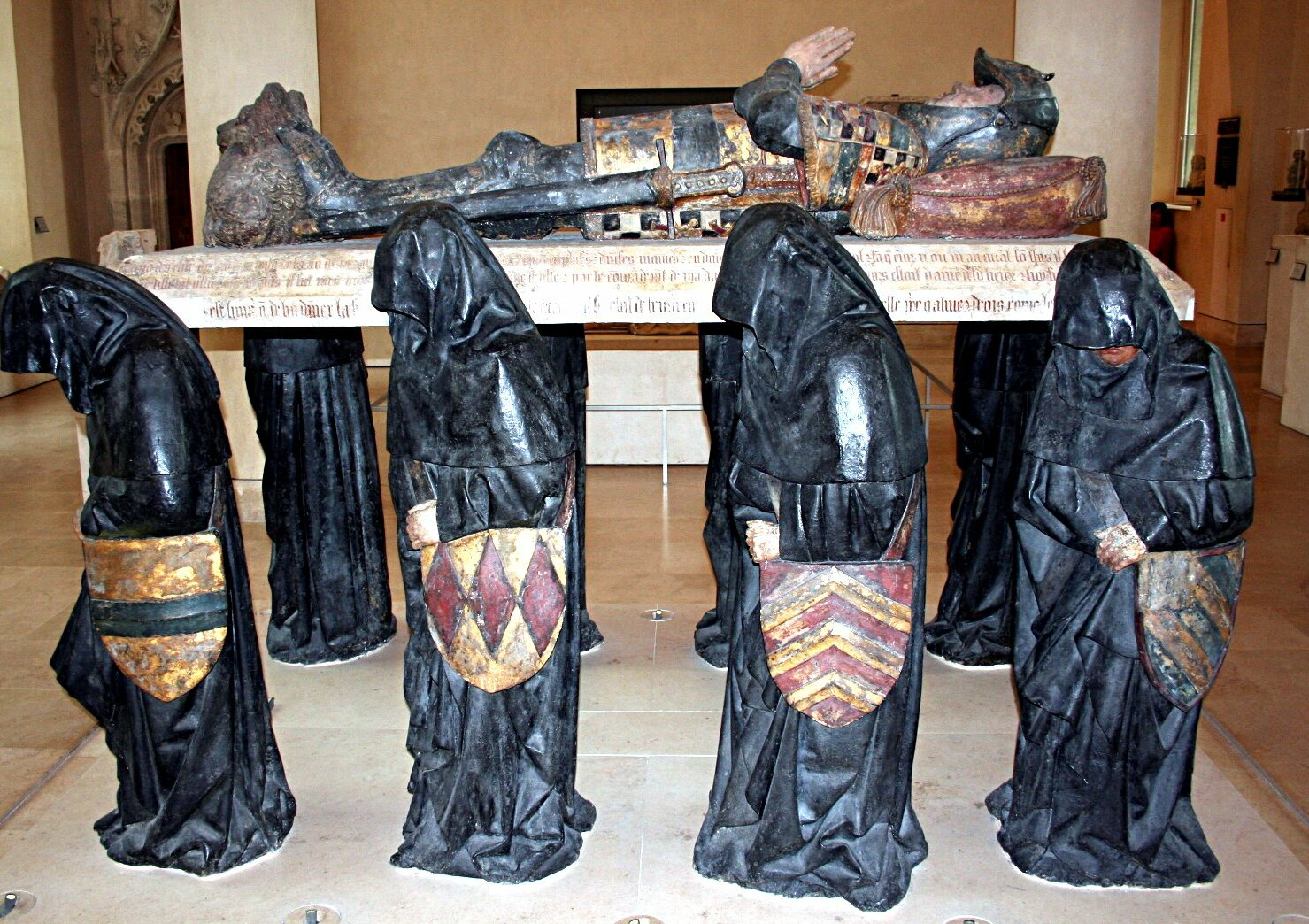
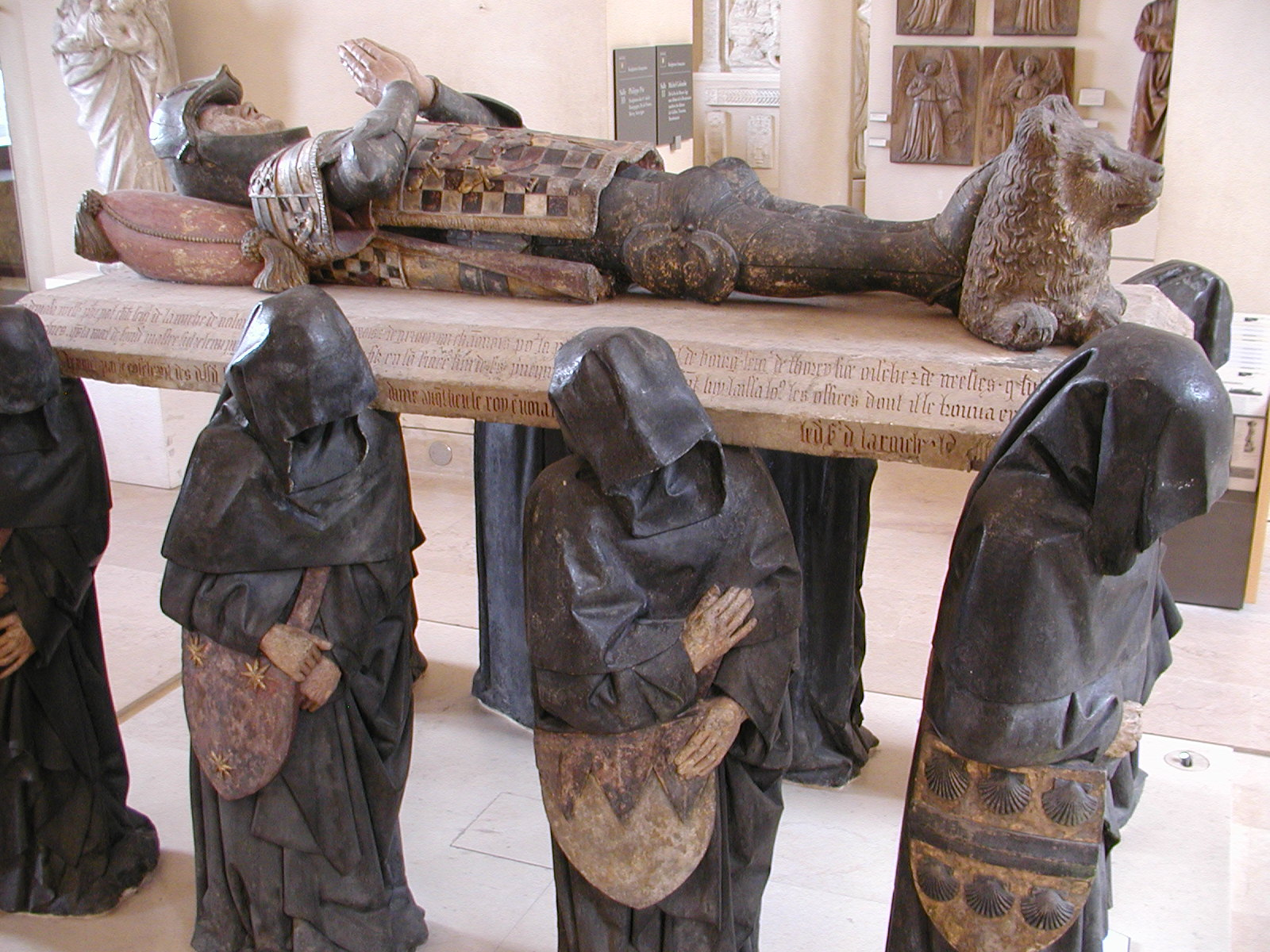
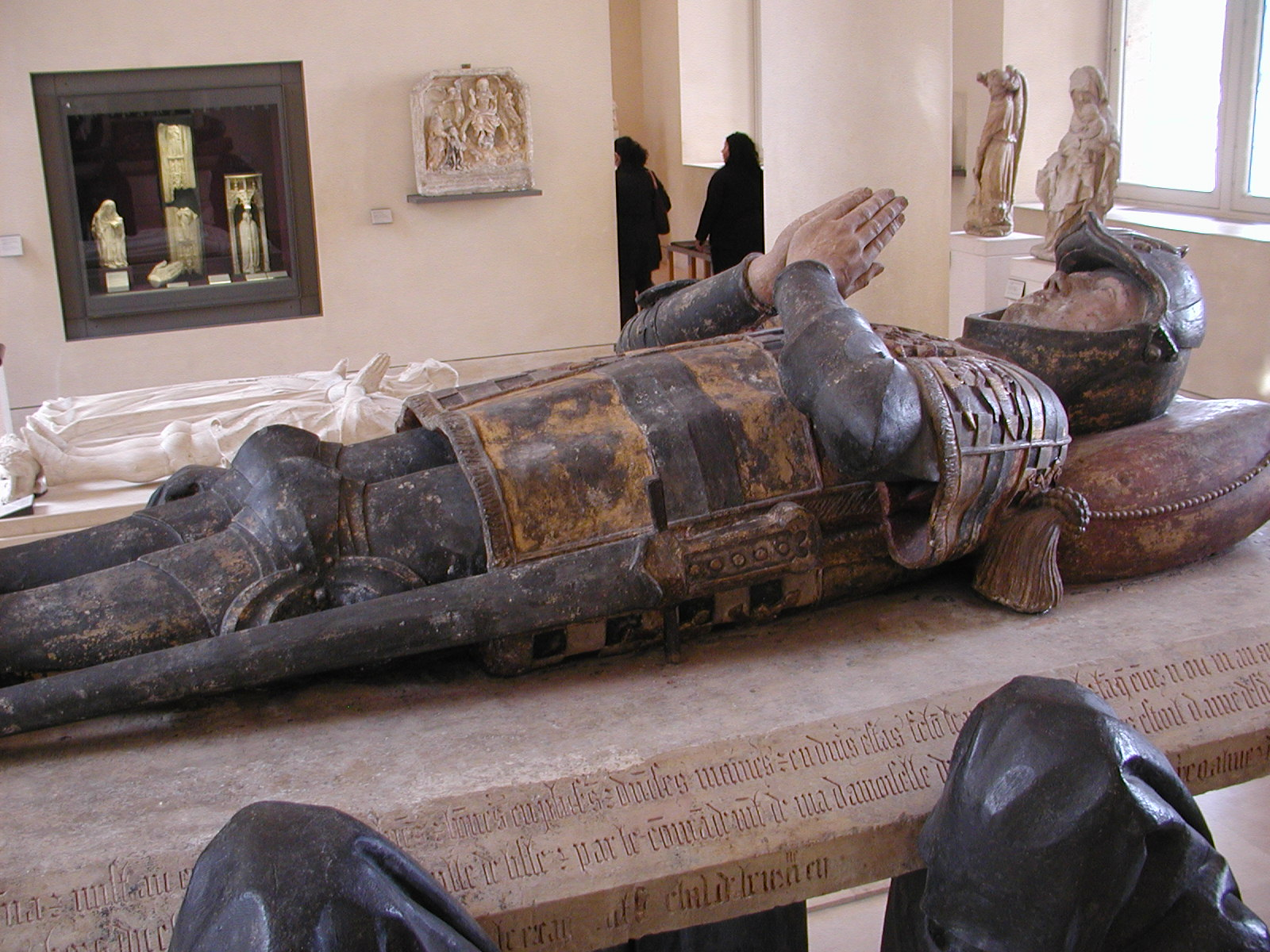